# Gaspar Ángel Tortosa Urrea

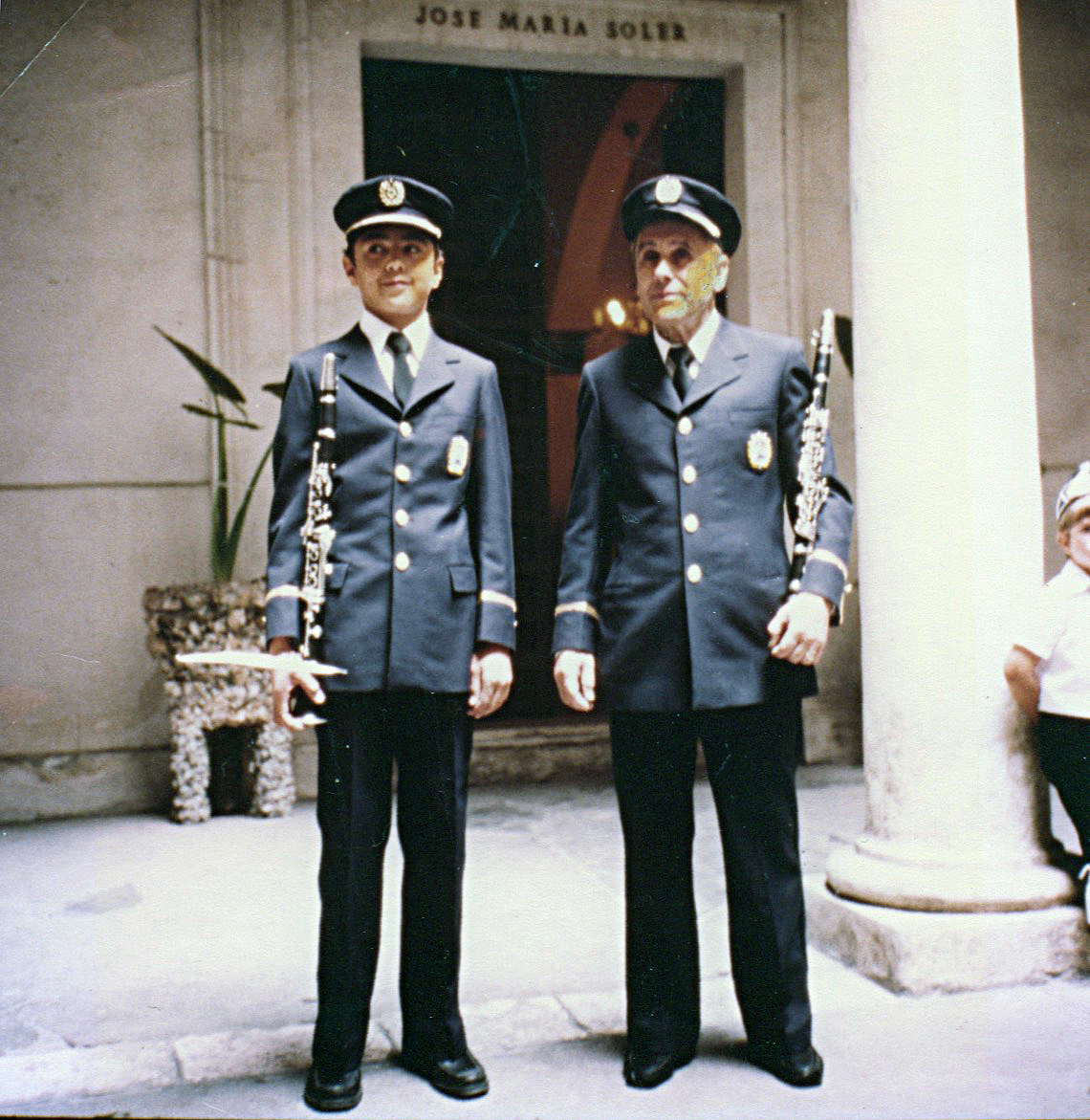
links, juni 2016

Gaspar Ángel Tortosa Urrea (Villena, Alicante, 12 juni 1966) is een Spaans componist, dirigent, klarinettist en muziekpedagoog.

## Levensloop
Tortosa Urrea kreeg zijn eerste klarinetles van zijn oom José Urrea. In 1979 werd hij lid van de Banda Municipal de Villena en bleef in deze formatie verdere 17 jaren. Hij speelde zich naar voren tot 1e klarinettist, 2e dirigent en dirigent van het harmonieorkest. Hij studeerde in het hoofdvak klarinet aan het Real Conservatorio Superior de Música de Madrid in Madrid bij Vicente Peñarrocha en kreeg in 1988 het diploma als profesor superior de Clarinete. Hij ging verder met zijn studies aan het Conservatorio Superior de Música "Óscar Esplà" in Alicante bij Gregorio Jiménez waar hij harmonie en contrapunt studeerde. Verder deed hij privé-cursussen voor HaFa-directie bij José María Cervera Collado. 
Sinds 1988 is hij professor voor klarinet aan het Conservatorio Professional Municipal de Villena en eveneens solo-klarinettist in het Orquesta Sinfónica del Teatro Chapí. 
Van 1991 tot 1997 was hij dirigent van het gemengd koor Coral "Ambrosio Cotes" de Villena. 
Als componist schreef hij verschillende werken voor kamermuziek, koren, harmonieorkest en synthesizer. Hij won al meerdere prijzen op compositie-wedstrijden, zoals in 1998 in Onil, in 1999 in Orihuela en in 2001 in Callosa d'en Sarriá.

## Composities

### Werken voor banda (harmonieorkest)
- 1993 Canto a Biar
- 1998 El Cristo del Calvario, marcha procesional
- 1998 Música para una coronación, ouverture

#### Marcha mora
- 1991 Ibrahim, marcha mora
- 1992 Desierto, marcha mora
- 1995 Isaías, marcha mora
- 1997 Antonio Martínez "El Gusano", marcha mora
- 1999 El último mohicano, marcha mora
- 1999 Titánic, marcha mora
- 2000 Celia, marcha mora
- 2001 Leyenda, marcha mora
- 2001 The misión, marcha mora
- 2004 Benimerines de plata, marcha mora
- 2004 Blas Gisbert, marcha mora
- 2004 Letur, marcha mora

#### Marcha cristiana
- 1995 Carpe diem, marcha cristiana
- 1995 Torneo, marcha cristiana
- 1997 Armas de la luz, marcha cristiana
- 1998 Conquista el paraíso «1492», marcha cristiana
- 1998 Cristiandad, marcha cristiana
- 1998 Hispania, marcha cristiana
- 1999 Fortaleza, marcha cristiana

#### Paso-doble
- 1992 Peña la Fusa, paso-doble
- 1993 Alma de fiesta, paso-doble
- 1993 Toni López "El Nabo", paso-doble
- 1994 Mari Virtu, paso-doble
- 1994 Sueño galaico, paso-doble
- 1997 75 Aniversario des los andaluces, paso-doble
- 1997 Florencio Guerra, paso-doble
- 1997 Onil, 350 aniversario, paso-doble
- 1998 Paco Cortés, paso-doble
- 1999 Cargos festeros Villena 2000, paso-doble
- 1999 José Martínez "el guti", paso-doble
- 1999 Vergatines de Villena, paso-doble
- 2000 75 Aniversario de la comparsa labradores, paso-doble
- 2000 Juan Carlos y Cristian Serra Micó, paso-doble
- 2001 Paco Urrea, paso-doble
- Letur, paso-doble

### Werken voor koren
- 1996 Aleluya, voor gemengd koor
- 1996 A la virgen de las virtudes, voor gemengd koor
- 1997 Nosotros, voor gemengd koor
- 1997 El reloj, voor gemengd koor

### Vocale muziek
- 2002 Siepre contigo, voor zang en synthesizer
- 2003 Alma de navidad, voor zang en synthesizer
- 2003 El bueno de Noé, voor kinderstem en synthesizer
- 2003 El mundo de Setel, voor kinderstem en synthesizer

### Kamermuziek
- 1987 Días de verano, voor klarinet en piano
- 1990 Quarteto romanza, voor klarinetkwartet
- 1991 Quarteto no. 2 en Re mayor, voor klarinetkwartet
- 1995 Saxophon march, voor saxofoonkwartet

### Elektronische orgel
- 1991 Bodas de oro
- 1991 Al calor de la lumbre